# S’more

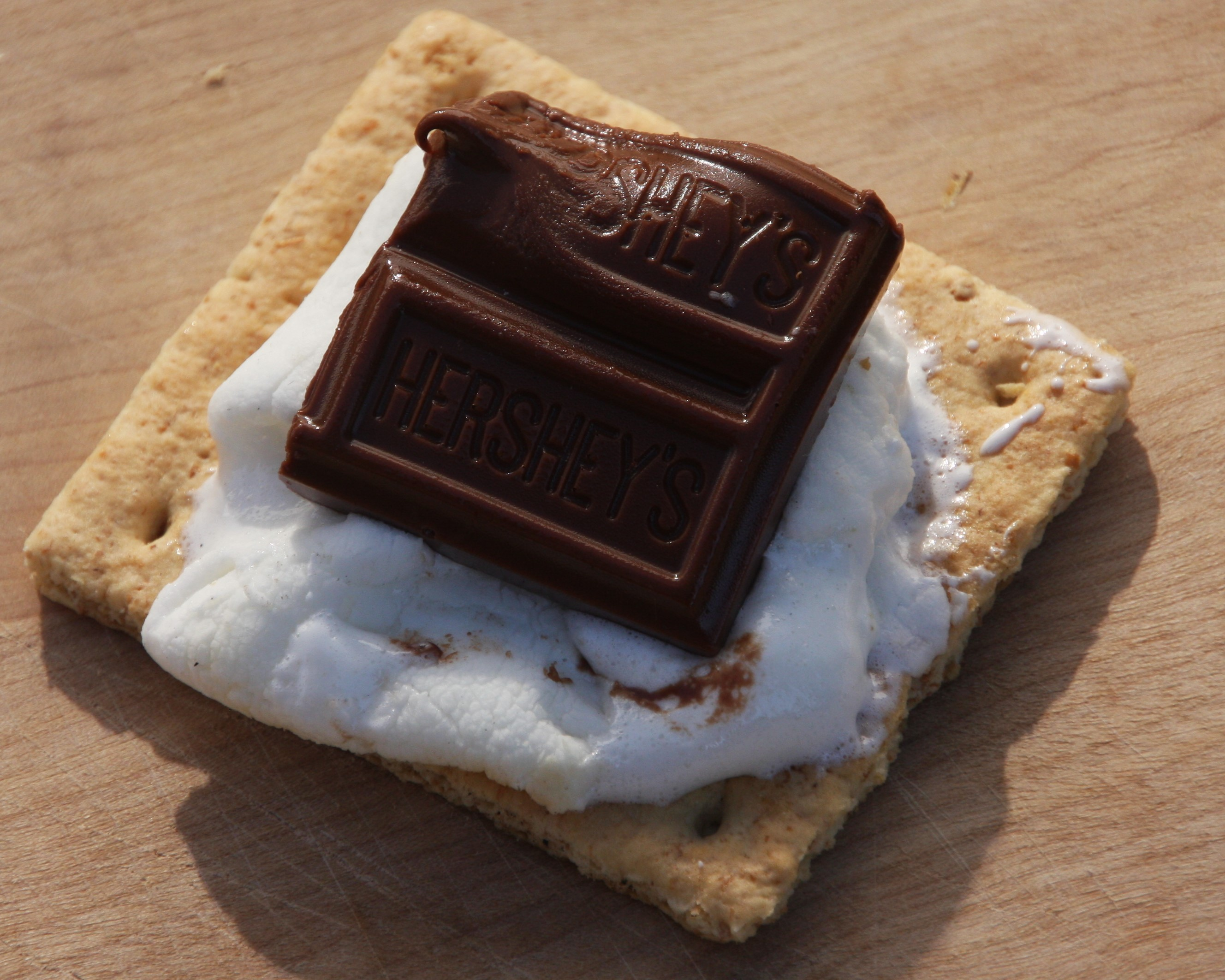
S'more

S’more (ew. smore) – tradycyjny smakołyk pochodzący ze Stanów Zjednoczonych i Kanady. Składa się z zapieczonej na ogniu pianki marshmallow, kostki czekolady (najczęściej Hershey’s), a także dwóch kawałków krakersów typu graham jako zewnętrzne warstwy. W Stanach Zjednoczonych 10 sierpnia świętuje się Narodowy Dzień S’mores. Nazwa wywodzi się angielskiego „some more”, co znaczy „jeszcze trochę”. Historia przekąski sięga lat 20. XX wieku: w 1927 roku w poradniku o biwakowaniu dla harcerek umieszczono przepis na ten przysmak.

## Przepis na s'more

### Składniki[2]
- tabliczka gorzkiej czekolady
- opakowanie pianek marshmallow
- opakowanie herbatników

### Przygotowanie
1. Na spód foremki czekoladę, możesz ją połamać na kostki ale nie musisz.
2. Na czekoladzie układasz pianki, a na brzegach herbatniki.
3. Piecz w 160 stopniach przez kilka minut – obserwuj żeby pianki się nie spaliły. Mają się ładnie zrumienić. Jedz od razu po wyjęciu z piekarnika.